# 恩斯特·卡西尔
恩斯特·卡西尔（義大利語：Ernst Alfred Cassirer，1874年7月28日—1945年4月13日），德國哲學家，生於西里西亞布雷斯勞（今波蘭弗罗茨瓦夫），於1939年成為瑞典公民，死於美國紐約。受學於馬爾堡的新康德主義傳統，卡西爾發展出一套獨特的文化哲學。
《符號形式的哲學》是卡西爾在文化哲學方面的重要著作。此外，他亦撰寫了一系列關於認識論、科學論、哲學史的著作。

## 生平
卡西爾誕生於一個猶太家庭。於柏林大學攻讀哲學，畢業之後在柏林大學擔任講師，1919年時轉往漢堡大學任教，直到1933年納粹黨上台，卡西爾離開德國轉往海外。1933年至1935年間卡西爾待在英國牛津，1935年至1941年間擔任瑞典哥德堡大學教授，並於期間歸化為瑞典公民。後由於時歐戰關係，卡西爾轉往美國任教，曾先後擔任耶魯大學和哥倫比亞大學訪問教授，1945年時逝世於紐約。

## 哲學
卡西爾的哲學之父是康德。但是卡西爾的文化符號學是在20世紀“語言學轉向”的哲學背景下出現的，維特根斯坦、海德格爾、克羅齊等大批的哲學家和美學家都以語言為中心來考察認識論問題，這可說是20世紀哲學研究的大氣候。而索緒爾、愛德華‧薩丕爾、布隆菲爾德和洪堡等語言學家對卡西爾都有著直接的影響，所有這些都奠定了卡西爾哲學寬廣深厚的哲學基礎。
之所以說卡西爾的符號論美學是表現論的美學，體現在卡西爾所認為的最重要的兩種符號形式語言和神話在起源上都是表現的，並且，他始終是把語言和神話結合在一起考察的。名稱是構成語言的最基本要素，而名稱產生于直覺的聚合，即是說，語詞概念的最初形成並不是依靠抽象的推論的方法，而是通過直覺的凝聚，即把直覺意象融合為一點而形成的。當然，這種凝聚的方式是取決于主體旨趣的方向的。在人類早期，語詞的表現力來源于神聖化命名，人類後來的許多名稱都來源于早期的神名，神名在早期人類的思維中是有著決定性力量的。而語言的抽象性來源于早期人類的隱喻思維，隱喻思維是語言的分類功能形成的基礎。從語言的生成可以看出，語言從誕生起就是詩性的。
神話和藝術從生成始就有著密切的聯繫︰首先，神話和藝術一樣都是一種虛構；其次，神話具有概念和感性、理論和藝術的雙重結構；再次，與神話思維的特征相關，神話具有直感性與情感的統一性，但是神話中的情感不同于藝術中的情感；第四，神話情感有交感性的特點。這些特點都和藝術的特點有很多的重合。同時，作為符號圓周中的扇面之一的神話和藝術與其他符號形式相比又有其獨特之處。

## 著作
- 《實體概念和功能概念》（Substance and Function）（1910）。
- 《自由與形式》（Freiheit und Form）（1916）。
- 《愛因斯坦的相對論》（ Einstein’schen Relativitätstheorie.Erkenntnistheoretische Betrachtungen ）（1921）。
- 《當代物理學中的決定論與非決定論》（Determinism and Indeterminism in Modern Physics: Historical and Systematic Studies of the Problem of Causality ）（1936）。
- 《人文科學的邏輯》（The Logic of the Cultural Sciences）（1942）。中譯本：沉暉、海平、葉舟 譯，馮俊 校，北京：中國人民大學出版社，2004。
- 《人論：人類文化哲學導引》（An Essay on Man: An Introduction to a Philosophy of Human Culture）（1944）。中譯本：甘陽 譯，台北市：桂冠圖書，1999。